# Società Anglo-Romana per l'Illuminazione di Roma col Gas e altri sistemi
La Società Anglo-Romana per l'Illuminazione di Roma col Gas ed altri sistemi  è stata un'impresa italiana che ha gestito la produzione e distribuzione del gas illuminante e dell'energia elettrica nella città di Roma.

## Storia

### LaCompagnia Anglo-Romana per l'Illuminazione di Roma col Gas ed altri sistemi
Papa Gregorio XVI condannò espressamente l'lluminazione a gas come qualcosa che sovvertiva la naturale alternanza del giorno e della notte. In realtà dal 1810 l'illuminazione stradale a Roma era affidata a lampioni a olio d'oliva.
Con l'ascesa al soglio pontificio di papa Pio IX nel 1846 la situazione cambiò e l'anno successivo papa Mastai concesse il privilegio dell'illuminazione pubblica a gas della città di Roma alla ditta francese dei fratelli Trouvé. Tuttavia gli eventi politici degli anni successivi, a Roma la proclamazione della Repubblica Romana ed in Francia la Rivoluzione del 1848, ne impedirono la realizzazione.
Nel 1849 la licenza passò all'inglese James Sheperd, che raccolse capitali a Londra per fondare un'impresa più solida.
L'impresa venne fondata a Roma il 6 novembre 1852 in forma di società in accomandita col nome di Società Anglo-Romana della Illuminazione a Gas.
L'officina del gas, detta "dei Cerchi", ed il gasometro furono impiantati nell'area del Circo Massimo, che all'epoca non era ancora stato scavato. Il servizio di illuminazione pubblica fu inaugurato il 1º gennaio 1854.
Nel primo decennio furono illuminate a gas principalmente via del Corso, via del Babuino e via di Ripetta, mentre molte altre strade rimanevano illuminate ad olio.
L'annessione di Roma all'Italia non toccò la concessione del gas, che rimase all'Anglo-Romana, ed anzi le prospettive di sviluppo della società aumentarono molto in conseguenza dell'elevazione di Roma a capitale del nuovo stato unitario e della conseguente "febbre edilizia". Per soddisfare l'accresciuta domanda di gas, nel 1871 l'impresa aprì la seconda officina del gas, detta "del Popolo" perché si trovava nel quartiere Flaminio.
Nel 1883 ci si rese conto che l'avvenire dell'illuminazione pubblica era nell'elettricità e perciò la società prese il nome di Società Anglo-Romana per l'Illuminazione di Roma col Gas ed altri sistemi. Il primo appalto nella nuova attività fu l'illuminazione elettrica dei piazzali della Stazione di Roma Termini. Nel 1886 venne costruita la centrale elettrica a vapore nell'area dei Cerchi, che serviva ad illuminare piazza Colonna.
Il 4 luglio 1892 l'Anglo-Romana costruì il primo cavo ad alta tensione a lunga distanza in Italia, portando a Roma l'elettricità prodotta dalla centrale idroelettrica di Tivoli. Nel 1906 entrò in funzione la centrale idroelettrica di Subiaco e nel 1913 quella di Arci. Nel 1911 era stato inaugurato l'elettrodotto da Terni a Roma, che sfruttava la centrale idroelettrica della Società Italiana per il Carburo di Calcio. Dal 1903 l'Anglo-Romana controllava anche la Società Romana di Elettricità, che utilizzava l'acqua delle Capore.
Nel 1910 il consumo di gas era aumentato a tal punto che venne aperto il nuovo gasometro sulla via Ostiense e furono chiusi i due impianti storici. La collocazione dell'officina di San Paolo, circondata da un'ansa del Tevere, era ottimale sotto più aspetti. Da un lato isolava dalla città un luogo pericoloso e maleodorante; dall'altro permetteva un facile approvvigionamento di carbone dal porto di Civitavecchia, sia mediante la navigazione lungo il Tevere, sia attraverso il collegamento con la Ferrovia Roma-Pisa. L'area ospitava anche la Centrale termoelettrica, all'epoca esercita anch'essa dalla Società Anglo-Romana.

### LaSocietà Romana Gas
Con l'avvento del Fascismo, come in altre città d'Italia, i capitali stranieri lasciarono il posto a quelli italiani. Perciò nel 1923 gli inglesi si ritirarono dall'impresa del gas di Roma, che consueguentemente assunse il nome di Società Elettricità e Gas di Roma. Il capitale della società risultava controllato per l'80% dalle due grandi banche universali, la Banca Commerciale Italiana ed il Credito Italiano.
Nel 1926 la SELT e la Valdarno acquisirono in parti uguali il controllo della Elettricità e Gas di Roma, che in questo modo entrò a far parte del gruppo La Centrale. Poiché la Centrale era una finanziaria che si occupava dell'elettricità e dei telefoni, ma non del gas, le attività in questo campo dell'impresa romana furono separate. Fu costituita così la Società Romana Gas.
Nel 1929 la Romana Gas fu ceduta al maggior gruppo italiano nel campo del gas, la Italgas di Rinaldo Panzarasa, la quale stava assorbendo molte delle compagnie che erano state di proprietà straniera. La Romana Gas rimase una controllata dell'Italgas fino al 1937, quando fu incorporata dalla casa madre con il nome di Esercizio Romana Gas.
La conversione della rete romana dal gas di città al metano cominciò nel 1970 e si concluse nel 1986.